# Fahnauer & Schwab

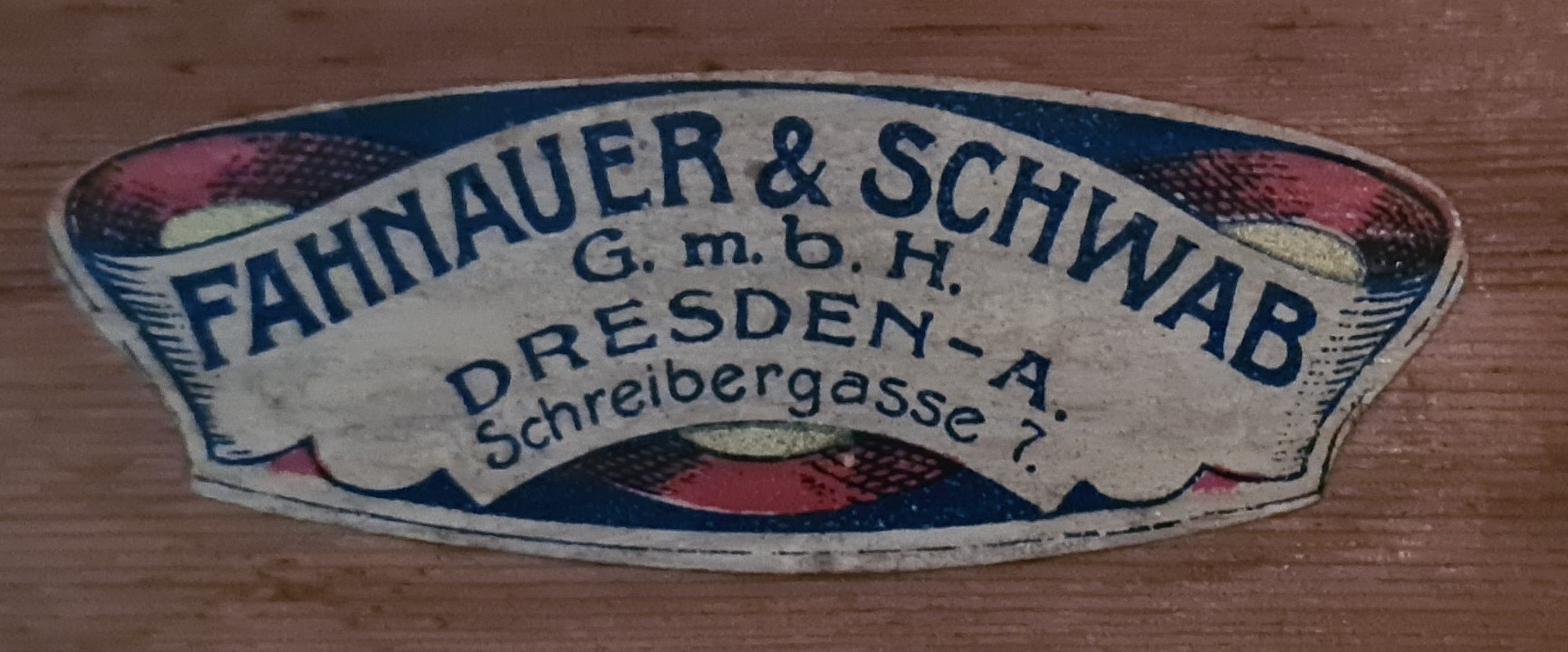
Fahnauer & Schwab, Firmenlogo ca. 1913

Die Fahnauer & Schwab G.m.b.H war ein Dresdner Bilderrahmenfabrikant ansässig in der Schreibergasse 7. Die Firma existierte seit 1880 und ist bis ca. mindestens 1936 belegbar. Zahlreiche Kunstwerke vor allem Dresdner Maler wurden hier gerahmt. Weitere Betätigungsfelder waren u. a. Passepartouts, Cartons, Goldschnittkarten, Glasbilder sowie verzierte Spiegel und auch Möbel.
Ab den 1920er Jahren fanden hier auch Kunstausstellungen statt und die Firma arbeitete als Kunsthandlung.